# Šlechtění rostlin
Šlechtění rostlin je cílevědomá lidská činnost zaměřená na vytváření (šlechtění) nových odrůd zemědělských, okrasných a lesních plodin, případně zlepšování již stávajících odrůd. Šlechtění zahrnuje udržování a rozmnožování odrůd povolených a doporučených k pěstování, tzn. odrůd, které svými znaky produkce, kvality a dalšími hospodářsky významnými vlastnostmi splňují požadavky uživatelů. Šlechtěnější rostliny tak mohou být výnosnější i ve zhoršenějších podmínkách.

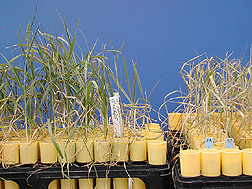
Odrůda pšenice Yecoro (vpravo) je citlivá k zasolení půdy, vlevo kříženec s odrůdou W4910 vykazuje vysokou odolnost vůči zasolení půdy

## Šlechtitelské cíle
Základní cíle šlechtění rostlin:
- zvýšení odolnosti (rezistence) vůči negativním vlivům (stresu, zhoršeným životním podmínkám) – šlechtění na odolnost vůči chladu, mrazu, zimě, suchu, zasolení půdy, chorobám a škůdcům;
- zvýšení výnosu a vylepšení žádoucích vlastností (velikost nejžádanějších částí rostliny, lepší látkové složení, zkrácení délky vegetační doby – možnost pěstování plodin i v klimaticky méně vhodných oblastech);
- zlepšení vlastností pro pěstování (šlechtění na nepoléhavost, stejnoměrné a současné dozrávání, odolnost k vypadávání semen, toleranci k herbicidům, k toxicitě nízkého pH půdy, k toxicitě těžkých kovů, na efektivní využívání živin a na zvýšenou fixaci dusíku);
- rychlejší a efektivnější rozmnožování žádaných odrůd bez rozředění jejich vlastností (množení rostlin in vitro, klonováním);
- tvorba rostlin s novými využitelnými vlastnostmi (např. genetické manipulace – rostliny produkující toxiny bakterie Bacillus thuringiensis nejsou poškozovány škůdci a není třeba je chemicky ošetřovat).

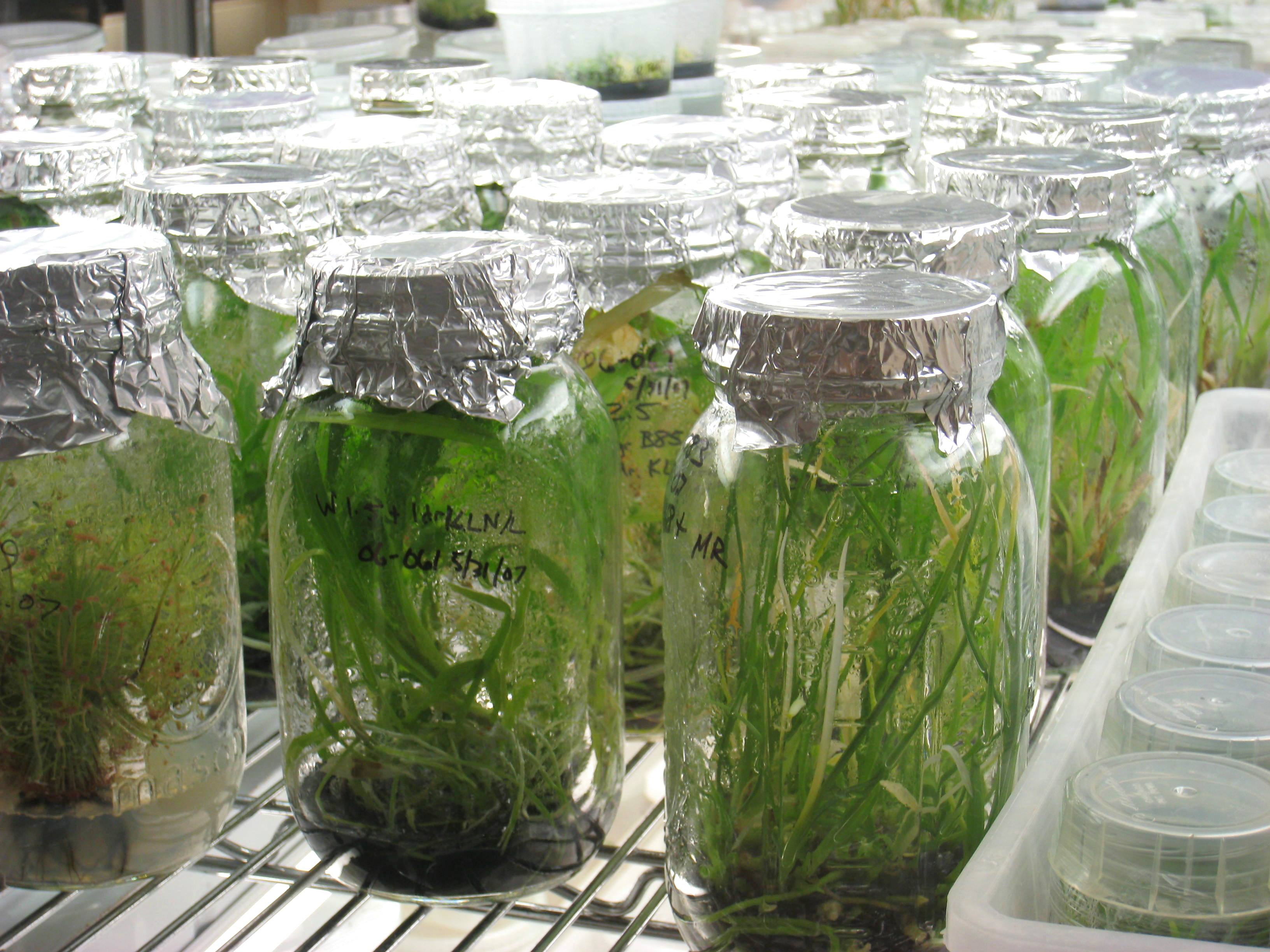
Množení rostlin in vitro

## Metody šlechtění
- tradiční metody šlechtění (klasické, konvenční)
  - výběr – z populace rostlin se vyberou ty rostliny, které mají určitou zajímavou vlastnost; umělým výběrem tak člověk vybral z planých druhů travin předky dnešních obilovin; výběr se v současnosti využívá zejména při šlechtění nových odrůd z původních krajových odrůd – vybírají se jedinci, kteří jsou zajímaví pro dnešní využití v zemědělství;
  - křížení – druhá nejstarší šlechtitelská metoda a nejpoužívanější metoda; křížením dochází ke spojování genetické informace dvou nebo více rodičů, kteří mají odlišný genetický základ pro znaky a vlastnosti; křížení může byt vnitrodruhové (křížení dvou jedinců téhož druhu) nebo mezidruhové (či dokonce mezirodové – křížení různých druhů či rodů, např. Festulolium kříženec jílku a kostřavy);
  - mutace – náhlá změna genotypu rostliny, která se dědí na potomstvo; mutace mohou být spontánní (samovolné, vzniklé chybou v replikačním a reparačním mechanismu DNA, jsou poměrně vzácné, měly význam v prvopočátcích šlechtění) nebo indukované, tj. uměle vyvolané mutageny (chemické látky, ionizující záření), užívané v současném šlechtitelství;
  - polyploidizace – metoda, při které dochází ke znásobení počtu chromozómových sad v buňce; nejčastěji je vyvolána působením kolchicinu;
- netradiční metody šlechtění (nekonvenční) – používané od 80. let 20. stol.
  - biotechnologické a molekulární metody:
    - mikropropagace rostlin pomocí rostlinných explatátu in vitro
    - haploidní techniky
    - fúze protoplastů
    - selekce na buněčné úrovni
    - produkce umělých semen
    - genetické transformace rostlin (vnášení cizorodých genů do genomu kulturních rostlin)
    - genetické mapování a selekce na úrovní molekulárních markerů.